# Björntjärnen (Hällefors socken, Västmanland, 664584-142118)
Björntjärnen är en sjö i Hällefors kommun i Västmanland och ingår i Göta älvs huvudavrinningsområde. Sjön har en area på 0,0735 kvadratkilometer och ligger 202,2 meter över havet.

## Delavrinningsområde
Björntjärnen ingår i det delavrinningsområde (664555-142096) som SMHI kallar för Inloppet i Flaxen. Medelhöjden är 214 meter över havet och ytan är 4,72 kvadratkilometer. Räknas de 79 avrinningsområdena uppströms in blir den ackumulerade arean 1 027,64 kvadratkilometer. Gullspångsälven (Liälven) som avvattnar avrinningsområdet har biflödesordning 2, vilket innebär att vattnet flödar genom totalt 2 vattendrag innan det når havet efter 373 kilometer. Avrinningsområdet består mestadels av skog (73 procent) och sankmarker (12 procent). Avrinningsområdet har 0,42 kvadratkilometer vattenytor vilket ger det en sjöprocent på 8,8 procent.